# 徐樹本
徐树本（?—1710年），字道積，號南洲、一号忍斋。昆山人，清朝政治人物。

## 生平
康熙三十六年（1697年）進士，选庶吉士，授编修。曾擔任《大清一统志》纂修官。後還鄉養母。康熙四十四年（1705年）又曾參修《全唐詩》。康熙四十九年（1710）卒。

## 家族
父徐元文；第二子。